# Bell Rock
Der Bell Rock ist ein markanter, isolierter und 1200 m hoher Nunatak des Palmerlands im Süden der Antarktischen Halbinsel. Er ragt 20 km östlich des Mount Ward inmitten des Goodenough-Gletschers auf.
Das UK Antarctic Place-Names Committee benannte ihn nach dem britischen Geologen Charles Michael Bell (* 1943), der zwischen 1968 und 1971 für den British Antarctic Survey am Fossil Bluff tätig war.